# Sacramento Monarchs
Sacramento Monarchs – zawodowy zespół koszykarski, z siedzibą w mieście Sacramento, w stanie Kalifornia. Drużyna jest członkiem zachodniej konferencji ligi WNBA. Klub powstał w 1997. Jedyne mistrzostwo drużyna zdobyła w 2005 roku, wygrywając równocześnie konferencje, w 2006 także zwyciężyły konferencję, ale w finale ligi uległy Detroit Shock.

## Zastrzeżone numery
- 6   Ruthie Bolton
- GM  Jerry Reynolds – pierwszy generalny menadżer Monarchs, w jego przypadku zastrzezono koszulkę ze skrótem "GM" (2004)

## Sezon po sezonie
| Sezon               | Zespół          | Konferencja     | Konferencja     | Sezon regularny | Sezon regularny | Sezon regularny | Rezultaty play-off | Trener                               |
| Sezon               | Zespół          | Konferencja     | Konferencja     | W               | P               | %               | Rezultaty play-off | Trener                               |
| ------------------- | --------------- | --------------- | --------------- | --------------- | --------------- | --------------- | --- | ------------------------------------ |
| Sacramento Monarchs |                 |                 |                 |                 |                 |                 | |                                      |
| 1997                | 1997            | Zachodnia       | 3               | 10              | 18              | 35,7            | | M. Murphy (5–10) H. VanDerveer (5–8) |
| 1998                | 1998            | Zachodnia       | 4               | 8               | 22              | 26,7            | | Heidi VanDerveer                     |
| 1999                | 1999            | Zachodnia       | 3               | 19              | 13              | 59,4            | Przegrana w półfinale konferencji (Los Angeles, 0–1)                                                                                  | Sonny Allen                          |
| 2000                | 2000            | Zachodnia       | 3               | 21              | 11              | 65,6            | Przegrana w półfinale konferencji (Houston, 0–2)                                                                                      | Sonny Allen                          |
| 2001                | 2001            | Zachodnia       | 2               | 20              | 12              | 62,5            | Wygrana w półfinale konferencji (Utah, 2–0) Przegrana w finale konferencji (Los Angeles, 1–2)                                         | S. Allen (6-6) M. McHugh (14-6)      |
| 2002                | 2002            | Zachodnia       | 5               | 14              | 18              | 43,8            | | Maura McHugh                         |
| 2003                | 2003            | Zachodnia       | 3               | 19              | 15              | 55,9            | Wygrana w półfinale konferencji (Houston, 2–1) Przegrana w finale konferencji (Los Angeles, 1–2)                                      | M. McHugh (1–5) J. Whisenant (18–10) |
| 2004                | 2004            | Zachodnia       | 4               | 18              | 16              | 52,9            | Wygrana w półfinale konferencji (Los Angeles, 2–1) Przegrana w finale konferencji (Seattle, 1–2)                                      | John Whisenant                       |
| 2005                | 2005            | Zachodnia       | 1               | 25              | 9               | 76,5            | Wygrana w półfinale konferencji (Los Angeles, 2–0) Wygrana w finale konferencji (Houston, 2–0) Mistrzostwo WNBA (Connecticut, 3–1)    | John Whisenant                       |
| 2006                | 2006            | Zachodnia       | 2               | 21              | 13              | 61,8            | Wygrana w półfinale konferencji (Houston, 2–0) Wygrana w finale konferencji (Los Angeles, 2–0) Przegrana w finale WNBA (Detroit, 2–3) | John Whisenant                       |
| 2007                | 2007            | Zachodnia       | 3               | 19              | 15              | 55,9            | Przegrana w półfinale konferencji (San Antonio, 1–2)                                                                                  | Jenny Boucek                         |
| 2008                | 2008            | Zachodnia       | 4               | 18              | 16              | 52,9            | Przegrana w półfinale konferencji (San Antonio, 1–2)                                                                                  | Jenny Boucek                         |
| 2009                | 2009            | Zachodnia       | 6               | 12              | 22              | 35,3            | | J. Boucek (3–9) J. Whisenant (9–13)  |
| Sezon regularny     | Sezon regularny | Sezon regularny | Sezon regularny | 224             | 200             | 52,8            | 2 mistrzostwa konferencji | 2 mistrzostwa konferencji            |
| Play-off            | Play-off        | Play-off        | Play-off        | 24              | 19              | 55,8            | 1 mistrzostwo WNBA | 1 mistrzostwo WNBA                   |

## Członkinie Galerii Sław
- Bridgette Gordon
- Heather Burge
- Ruthie Bolton
- Yolanda Griffith

## Uczestniczki meczu gwiazd
- 1999: Ticha Penicheiro, Ruthie Bolton-Holifield, Yolanda Griffith
- 2000: Ticha Penicheiro, Yolanda Griffith
- 2001: Ticha Penicheiro, Ruthie Bolton-Holifield, Yolanda Griffith
- 2002: Ticha Penicheiro
- 2003: Yolanda Griffith
- 2005: Yolanda Griffith, DeMya Walker
- 2006: Yolanda Griffith
- 2007: Yolanda Griffith, Kara Lawson, Rebekkah Brunson
- 2009: Nicole Powell

## Trenerzy
- Mary Murphy (1997)
- Heidi VanDerveer (1997–1998)
- Sonny Allen (1999–2000)
- Maura McHugh (2001–2003)
- John Whisenant (2003–2006)
- Jenny Boucek (2007–2009)
- John Whisenant (2009)

## Generalni menadżerowie
- Jerry Reynolds
- John Whisenant